# Asiloephesus
Asiloephesus is een vliegengeslacht uit de familie van de roofvliegen (Asilidae).

## Soorten
- A. excisus (Loew, 1848)